# Mediaskare Records
Mediaskare Records — американський лейбл який спеціалізується здебільшого на важкій музиці. Лейбл був заснований в 2005-му році Байроном Боднаром, головний офіс знаходиться в Лос-Анджелесі, Каліфорнія]

## Список груп
- Antagonist A.D.
- Bermuda
- Betrayal
- Blood Stands Still
- Bury Your Dead
- Creations[1]
- Deserters
- Endwell[en]
- Exotic Animal Petting Zoo
- Hero In Error
- King Conquer
- Murder Death Kill
- Mureau
- Polarization
- The Prestige
- Red Enemy
- Reformers
- Reign Supreme
- Redeemer
- Silent Civilian
- Suffokate
- Ugly Colors
- Volumes

### Гурти які проходять етап підпису на лейбл
- Aristeia
- Adaliah
- Darasuum
- Redeemer
- The Sheds
- Truth & Its Burden
- Wrath of Vesuvius

## Колишні групи підписані на лейбл
- Ambush!
- As Blood Runs Black
- A Breath Before Surfacing
- Belay My Last
- Blind Witness
- The Demonstration
- Float Face Down
- The Ghost InsideПідписались на Epitaph Records)
- Hundredth
- It Prevails[2]
- The Last Of Our Kind
- Lose None
- Martyrdom
- The Messenger
- The Miles Between
- The Red Shore
- Sovereign Strength
- Stand Your Ground[1](Active, Unsigned)
- With Dead Hands Rising